# Christoph Girardet
Christoph Girardet (* 24. November 1966 in Langenhagen) ist ein deutscher Videokünstler, Installationskünstler und Filmemacher. Er lebt und arbeitet in Hannover.

## Leben
Girardet studierte von 1988 bis 1993 Freie Kunst sowie Film und Video an der Hochschule für Bildende Künste in Braunschweig, wo er ein Schüler von Gerhard Büttenbender und Birgit Hein war. Sein Aufbau-Studium im Bereich Bildende Kunst und Meisterschülerstudium schloss er 1994 ab. 
Seit 1989 entstehen Videos, Videoinstallationen und Filme, seit 1994 teilweise in Zusammenarbeit mit Volker Schreiner und seit 1999 häufig in Zusammenarbeit mit dem Filmemacher Matthias Müller. 2000 erhielt Girardet ein Stipendium für das International Studio and Curatorial Program in New York und 2004 das Villa Massimo Stipendium in Rom. 

## Ausstellungen (Auswahl)
- 1997: Sick Heart Paradise, Kunstverein Hannover (S)
- 1998: Oh – Oh! I Begin to See - the Light!, Kunstverein Wolfenbüttel (S)
- 2000: No Forever (Golden), Sean Kelly Gallery, New York (S)
- 2000: Some New Minds, PS1 Contemporary Art Center, New York
- 2001: Notorious, Tokyo Opera City Art Gallery; Hiroshima City Museum of Contemporary Art; Centre Cultural de la Fundacio „la Caixa“ de Lleida;
- 2002: Manual, Blue Coat Gallery, Liverpool; Milch Gallery, London (S)
- 2002: Videodrome 2, New Museum of Contemporary Art, New York
- 2002: Cinema, Sounds, Synergy, Stichting De Appel, Amsterdam
- 2003: Stat.ic, Tent, Centrum Beeldende Kunst, Rotterdam
- 2004: Playlist, Palais de Tokyo, Paris
- 2005: Revisitations, Solar, Galeria de Arte Cinemática, Vila do Conde (S)
- 2006: Everything in its Place, Sprengel Museum Hannover (S)
- 2006: re-vision, Edith-Russ Haus für Medienkunst, Oldenburg
- 2006: Zwischen Körper und Objekt, Museum MARTa, Herford
- 2007: Kristall, Palais des Beaux-Arts, Brussels (S)
- 2008: The Cinema Effect, Hirshhorn Museum Washington
- 2009: Still, Galerie für Gegenwartskunst, Bremen (S)
- 2009: Veto, Haus der Photographie, Deichtorhallen Hamburg
- 2010: CUE: Artists Videos, Vancouver Art Gallery, Vancouver
- 2010: curated_by, Galerie Lukas Feichtner, Wien
- 2011: L’efecte del cine. Il-lusió, realitat i imatge en moviment. Somni, CaixaForum Barcelona
- 2011: Featuring Cinema, Coreana Museum of Art, Seoul
- 2011: Contre-jour, Galerie Distrito4, Madrid (S)
- 2012: Found Footage: Cinema Exposed, Eye Filminstituut Nederland, Amsterdam
- 2012: Big Picture III (Szenen), K21 Kunstsammlung Nordrhein-Westfalen, Düsseldorf
- 2013: Cinema: New Device, National Centre for Contemporary Arts, Moskau
- 2013: The Prints, Campagne Première, Berlin (S)
- 2013: Nouvelles Vagues: Un Escalier d’eau, Palais de Tokyo, Paris
- 2014: Tell Me What You See, Kunstverein Hannover (S)
- 2014: Fear and Desire, Young Projects Gallery, Los Angeles
- 2015: Amour Fou, New Media Gallery, Anvil Centre, Vancouver
- 2015: Situations: Formate, Fotomuseum Winterthur

## Filmografie (Auswahl)
- 2000: Phoenix Tapes (Kurz-Experimentalfilm)
- 2002: Beacon (Kurz-Experimentalfilm)
- 2002: Manual (Kurz-Experimentalfilm)
- 2002: Scratch (Kurz-Experimentalfilm)
- 2003: Mirror (Kurz-Experimentalfilm)
- 2003: Play (Kurz-Experimentalfilm)
- 2006: Kristall (Kurz-Animationsfilm)
- 2009: Contre-jour (Kurz-Experimentalfilm)
- 2010: Maybe Siam (Kurz-Dokumentarfilm)
- 2011: Meteor (Kurz-Experimentalfilm)
- 2013: Cut (Kurz-Experimentalfilm)
- 2016: Personne (Kurz-Experimentalfilm)

## Preise und Auszeichnungen
- 2000: Stipendium für das International Studio and Curatorial Program in New York
- 2004: Villa Massimo Stipendium in Rom
- 2006: Deutscher Kurzfilmpreis in Gold für den Film „Kristall“ (mit Matthias Müller)[1]
- 2009: „Special Mention“ für den Film „Contre-jour“ auf der 59. Berlinale (mit Matthias Müller)[2]